# Antonio Walzer
Antonio Walzer (ur. w 1909) – argentyński zapaśnik walczący w stylu klasycznym. Olimpijczyk z Amsterdamu 1928, gdzie zajął dziewiąte miejsce w wadze średniej.

## Letnie Igrzyska Olimpijskie 1928
| Konkurencja           | Rundy eliminacyjne | Rundy eliminacyjne | Rundy eliminacyjne     | Klas. końcowa |
| Konkurencja           | Przeciwnik I       | Przeciwnik II      | Przeciwnik III         | Miejsce       |
| --------------------- | ------------------ | ------------------ | ---------------------- | ------------- |
| 75 kg styl klasyczny. | Otto Frei (SUI) P  | Wolny los Z        | Väinö Kokkinen (FIN) P | 9.            |